# 스카이 익스프레스
스카이 익스프레스(영어: Sky Express, 러시아어: Скай Экспресс)는 러시아의 저비용 항공사로 본사는 러시아 모스크바에 위치해 있으며 2006년에 설립했다. 또한 사용하고 있는 허브 공항으로 브누코보 국제공항이 있다.

## 역사
2006년에 항공사는 컨소시엄 업체와 합작으로 회사를 설립했다. 당시 크라스 에어의 CEO로 활동했던 보리스 아브모비치(러시아어: Boris Abrmovich)가 이 회사의 대표가 되었고 알티마 파트너와 다른 사람이 경영했다. 2007년 1월 29일에 최초로 취항하기 시작하면서 모스크바에서 소치간 국내선이 취항했다. 러시아에서 제일 유일한 저비용 항공사로 알려져 있지만 20일 만에 아비아노바 항공이 운항이 중단된 데 이어 2011년 10월 29일에 운항 중지를 발표 하면서 사실상 회사가 소멸되고 말았다. 현재 모든 항공기는 쿠반 항공으로 넘어갔다.

## 보유 기종
- 2011년 11월 기준으로 당시 스카이 익스프레스는 다음과 같은 기종을 보유하고 있으며 평균 기령은 17.7년이다.[2]

| 기종          | 대수 | 주문 | 승객 |
| ------------- | ---- | ---- | ---- |
| 에어버스 A319 | 3    | 0    | 156  |
| 보잉 737-300  | 2    | 0    | 148  |
| 보잉 737-500  | 5    | 0    | 132  |
| 합계          | 10   | 1    |      |

## 같이 보기
- 쿠반 항공
- 아비아노바 항공